# Биржовень
Биржовень, Биржовені (рум. Bârjoveni) — село у повіті Нямц в Румунії. Входить до складу комуни Секуєнь.
Село розташоване на відстані 274 км на північ від Бухареста, 32 км на схід від П'ятра-Нямца, 69 км на південний захід від Ясс.

## Населення
За даними перепису населення 2002 року у селі проживали 328 осіб, усі — румуни. Усі жителі села рідною мовою назвали румунську.